# 昂格拉尔-瑞亚克
昂格拉尔-瑞亚克（法語：Anglars-Juillac，法語發音：[ɑ̃ɡlaʁ ʒɥijak]）是法国洛特省的一个市镇，属于卡奥尔区。

## 地理
昂格拉尔-瑞亚克（44°29'21"N, 1°11'57"E）面积5.48 平方千米，位于法国奧克西塔尼大區洛特省，该省份为法国西南部内陆省份，北起顺时针与科雷兹省、康塔爾省、阿韦龙省、塔恩-加龙省、洛特-加龍省和多尔多涅省接壤。
与昂格拉尔-瑞亚克接壤的市镇（或旧市镇、城区）包括：阿尔巴斯、贝莱、卡斯泰尔弗朗、普赖萨克。

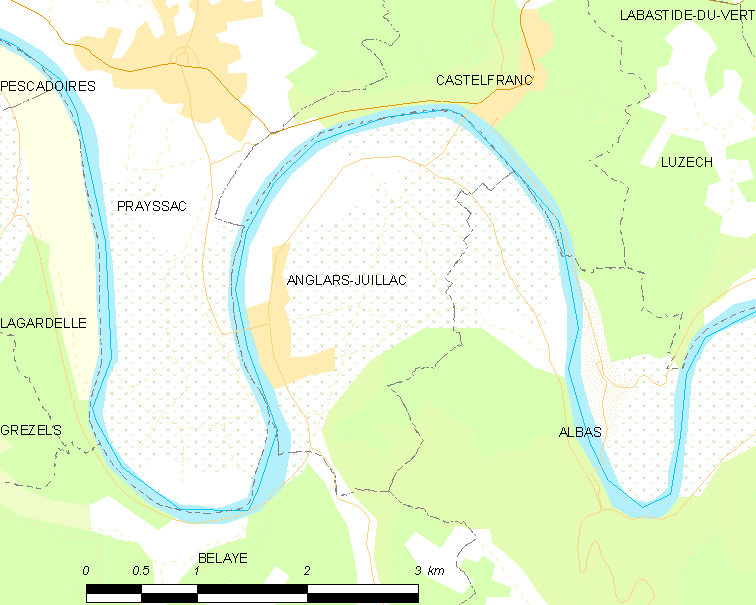
昂格拉尔-瑞亚克的OSM定位图

昂格拉尔-瑞亚克的时区为UTC+01:00、UTC+02:00（夏令时）。

## 行政
昂格拉尔-瑞亚克的邮政编码为46140，INSEE市镇编码为46005。

## 政治
昂格拉尔-瑞亚克所属的省级选区为吕泽什县。

## 人口

1962-2008年间昂格拉尔-瑞亚克人口变化图示

昂格拉尔-瑞亚克于2022年1月1日时的人口数量为334人。